# Выборы в Европейский парламент в Австрии (1996)
Выборы в Европейский парламент в Австрии прошли 13 октября 1996 года в рамках расширения Европейского союза в 1995 году, когда три страны Австрия, Финляндия и Швеция были приняты в ЕС. Таким образом выборы стали первыми выборами в Европарламент от Австрии и дополнительными к выборам в Европарламент, прошедшими в июне 1994 года. На выборах избиралась делегация от Австрии, состоящая из 21 депутата.

## Избирательная система

Расширение ЕС 1995 года. Синим цветом выделены 12 стран-членов ЕС, жёлтым — 3 страны, присоединившиеся в 1995 году

Избирательная система выборов в Европарламент была основана на пропорциональном представительстве, сопоставимой с системой, традиционно используемой в Австрии для выборов в законодательные органы.
Партии выдвигали списки кандидатов. Места распределялись на основе процента голосов, полученных каждым списком. Из-за ограниченного количества мест списки были идентичны для всей Австрии без отдельных региональных списков. Порог, необходимый для получения места, составлял 4 %. Кандидаты, набравшие 7 % от общего числа «голосов предпочтения», полученных их партией, получали одно из мест, предоставленных партии, независимо от их положения в списке. Списки кандидатов должны были быть подписаны тремя членами национального парламента, или одним членом Европейского парламента, или 2600 избирателями. Минимальный возраст для голосования составлял 18 лет. Граждане Европы, проживавшие в Австрии, имели право голоса при условии, что они не голосовали в своей стране происхождения на европейских выборах в июне 1994 года. 7205 граждан Европы зарегистрировались и выполнили это условие.

## Результаты
|                                               |                                     |                                     |                                     |           |        |       |  |  |
| Партия                                        | Партия                              | Европейская партия                  | Основной кандидат                   | Голоса    | %      | Места |  |  |
|                                               | Народная партия (ÖVP)               | Европейская народная партия         | Урсула Штенцель                     | 1 124 921 | 29,65  | 7     |  |  |
|                                               | Социал-демократическая партия (SPÖ) | Партия европейских социалистов      | Йоханнес Свобода                    | 1 105 910 | 29,15  | 6     |  |  |
|                                               | Партия свободы (FPÖ)                | -                                   | Франс Линсер                        | 1 044 604 | 27,53  | 6     |  |  |
|                                               | Зелёные (Greens)                    | Европейская партия зелёных          | Йоханнес Фоггенхюбер                | 258 250   | 6,81   | 1     |  |  |
|                                               | Либеральный форум                   | -                                   | Фридхельм Фришеншлягер              | 161 583   | 4,26   | 1     |  |  |
|                                               | Нейтральные                         | -                                   |                                     | 48 600    | 1,28   | 0     |  |  |
|                                               | Форум инвалидов                     | -                                   |                                     | 32,621    | 0,86   | 0     |  |  |
|                                               | Коммунистическая партия Австрии     | -                                   | Вальтер Байер                       | 17 656    | 0,47   | 0     |  |  |
| Действительные бюллетени                      | Действительные бюллетени            | Действительные бюллетени            | Действительные бюллетени            | 3 794 145 | 96,58  |       |  |  |
| Недействительные/пустые бюллетени             | Недействительные/пустые бюллетени   | Недействительные/пустые бюллетени   | Недействительные/пустые бюллетени   | 134 393   | 3,42   |       |  |  |
| Всего                                         | Всего                               | Всего                               | Всего                               | 3 928 538 | 100,00 | 21    |  |  |
| Зарегистрированных избирателей/Явка           | Зарегистрированных избирателей/Явка | Зарегистрированных избирателей/Явка | Зарегистрированных избирателей/Явка | 5 800 377 | 67,73  |       |  |  |
| Источник: Министерство внутренних дел Австрии |                                     |                                     |                                     |           |        |       |  |  |